# Кузнецово (Таборинский район)
Кузнецо́во — деревня в Таборинском районе Свердловской области России.

## Географическое положение
Расположена на правом берегу реки Тавда в 15 км к юго-востоку от села Таборы, в 307 км к северо-востоку от Екатеринбурга.

## История
До 1924 года — в Таборинской волости Туринского уезда, затем центр Кузнецовского сельсовета Таборинского района.  С 1 января 2006 года является административным центром муниципального образования Кузнецовское сельское поселение.

## Климат
Климат континентальный с холодной зимой и тёплым летом.

## Население
По переписи 2010 года население Кузнецово составляло 415 человек.